# Socha svatého Jana Nepomuckého (Bakov nad Jizerou)
Socha svatého Jana Nepomuckého v Bakově nad Jizerou v okrese Mladá Boleslav je barokní pískovcová socha z roku 1731 stojící u farního kostela sv. Bartoloměje, jejímž autorem je pravděpodobně Josef Jelínek. Socha je od roku 1958 chráněna jako kulturní památka ČR.

## Historie
Socha pochází z roku 1731 a původně byla umístěna před městem u boleslavské silnice. V roce 1926 byla při stavbě sokolovny přesunuta ke kostelu. Pravděpodobným autorem sochy je Josef Jelínek, kterému je rovněž připisováno autorství trojičního sloupu na bakovském náměstí odhaleného roku 1729.

## Popis
Socha spočívá na šestiboké zprohýbané podezdívce. Patka stylobatu je zdobena akantem, na třech předních rozšířených částech dříku jsou tři reliéfní výjevy ze světcovy legendy (mučení, věznění/ zpověď královny, svržení do Vltavy), na dvou bočních stranách nápisy:
SIT
LAVS PLENA
A TE
QVI TRANSIS
DEO VIVE IN IOANNE NEPOMVCENO
–
QVO
CVSTODE
NVNQVAM CONFVSVS
ERIS
–
PAMATVG
DAT CZEST
BOHV
W
SWATICH
GEHO
–
EX VOTO
WENCESLAUS
WOGNER
POSUIT

Další nápisy na zadní straně sochy (monogram AH a HRADISKY IOANN) jsou nepůvodní.
V horní části čelní strany dříku vystupuje reliéfní kartuš s festonem a nápisem 1731.
Dřík je zakončen římsovou hlavicí a menším šestibokým soklem s akantem na čelní straně. Na ní spočívá frontálně vyvinutá socha světce oděná v tradiční klerice v podživotní velikosti neseného oblaky, s hlavou vzhlížející ke zdviženému kříži. Hlava světce s dlouhými vlasy je nekrytá; biret spočívá na oblaku. U jeho nohou stojí andílek přidržující oblak a okřídlená hlavička.

## Galerie

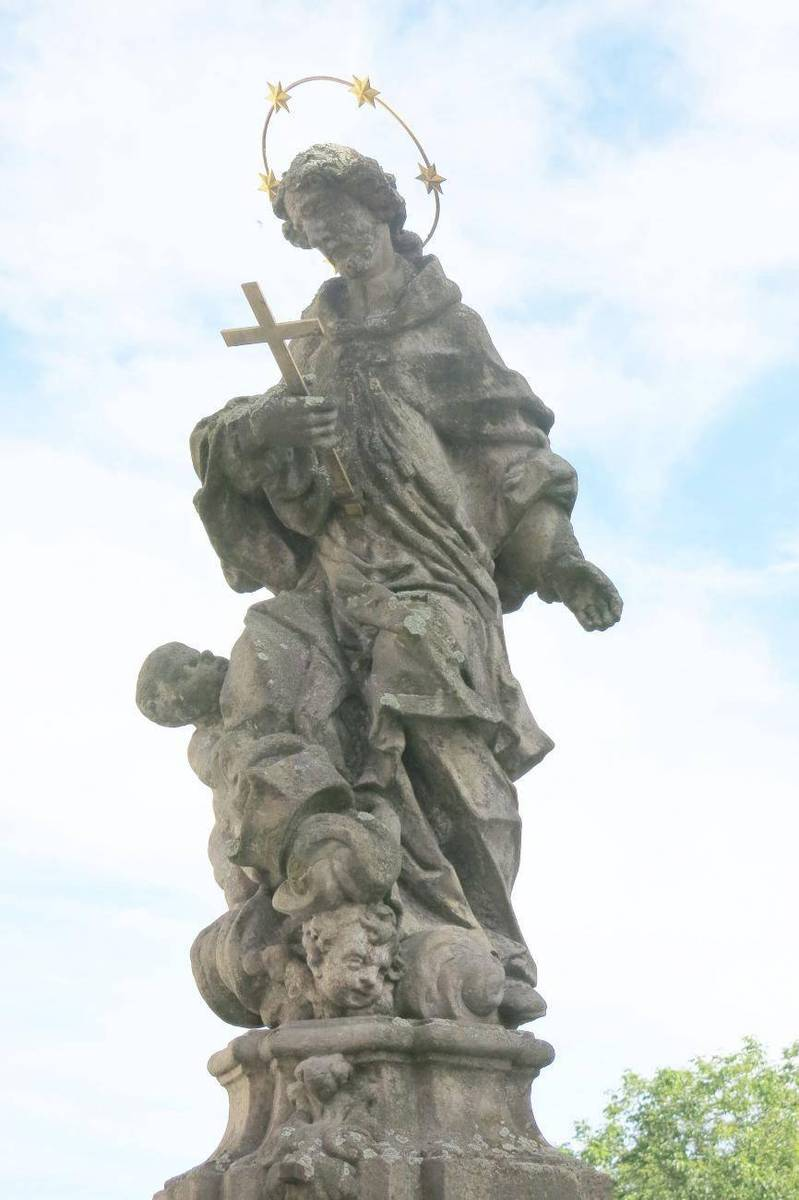
Detail sochy
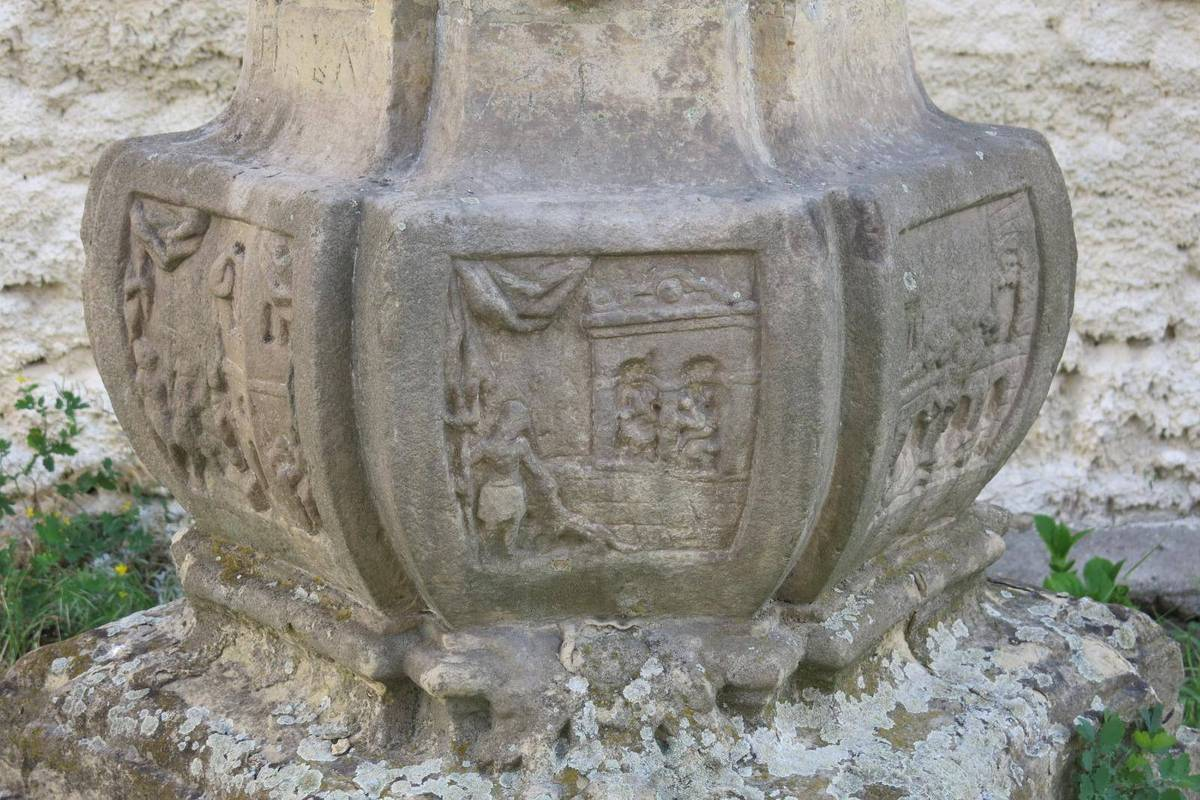
Detail reliéfů
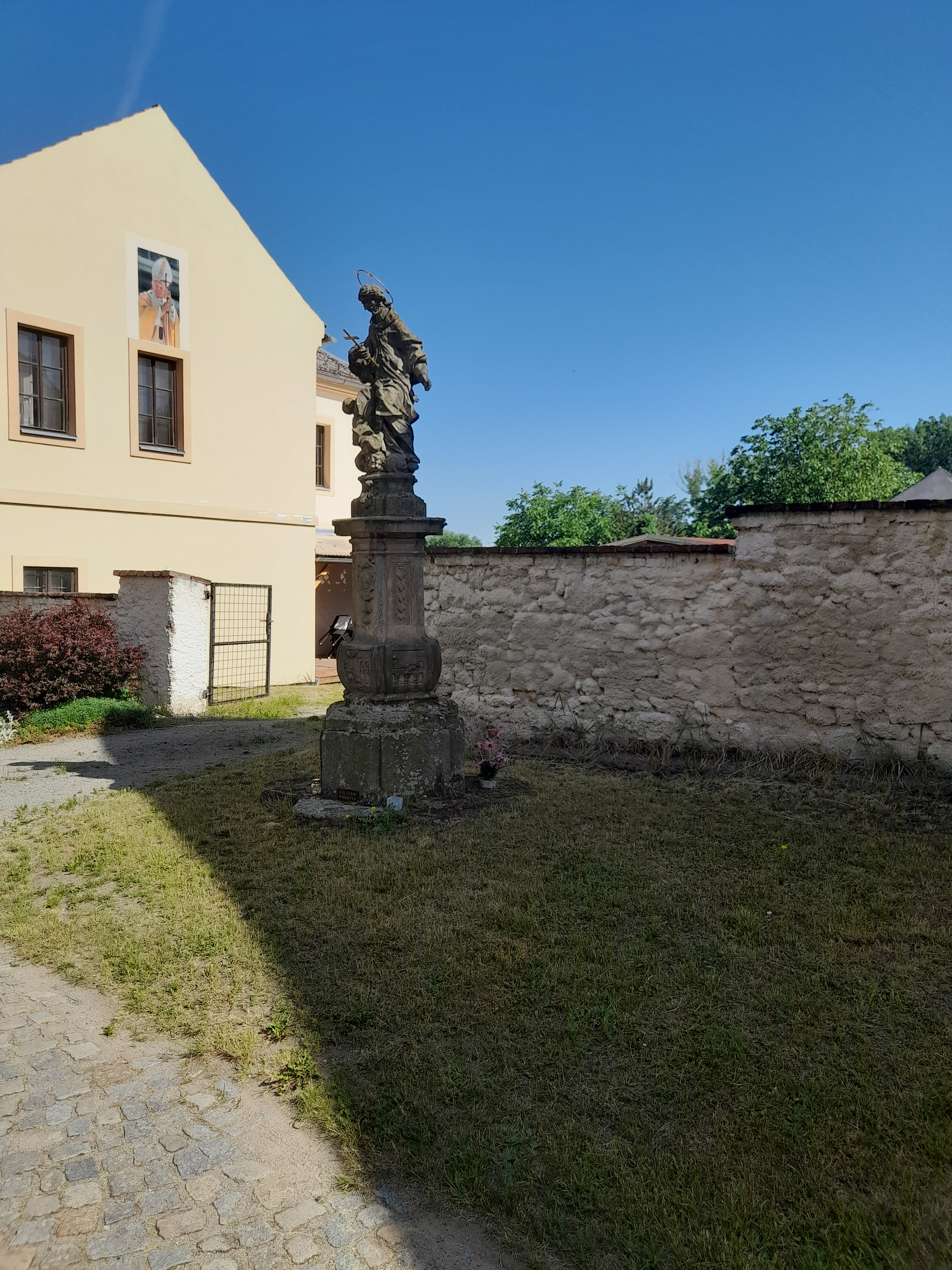
Umístění a okolí sochy v roce 2022